# L'Apothéose d'Homère (Dali)
Pour la toile d'Ingres, voir L'Apothéose d'Homère.
L'Apothéose d'Homère (Rêve diurne de Gala) est une peinture réalisée à l'huile sur toile par Salvador Dalí vers 1945. Elle est signée dans l'angle inférieur gauche.  L'œuvre appartient à la Bayerische Staatsgemäldesammlungen, et est exposée à la Pinakothek der Moderne, à Munich.

## Description
La toile reflète la fascination du peintre pour la mythologie grecque et romaine. 
Platzner émet l’hypothèse que Dali « réduit Homère à un morceau de statuaire brisé, une relique, tandis que le temple solide de la muse lui-même fond »... Le « cheval éthéré », qui peut être Pégase, rejetant les cavaliers qui tentent d’atteindre les étoiles, signale à nouveau la cessation du mythe. Sur la droite, une femme nue endormie est représentée sous les traits de Gala, femme de l'artiste.  